# Violette Sommerwurz
Die Violette Sommerwurz oder Violett-Blauwürger (Phelipanche purpurea (Jacq.) Soják, Syn: Orobanche purpurea Jacq.) ist eine Pflanzenart aus der Gattung Phelipanche in der Familie der Sommerwurzgewächse (Orobanchaceae). Die Art wurde früher als  Orobanche purpurea in die Gattung Sommerwurzen (Orobanche) gestellt.

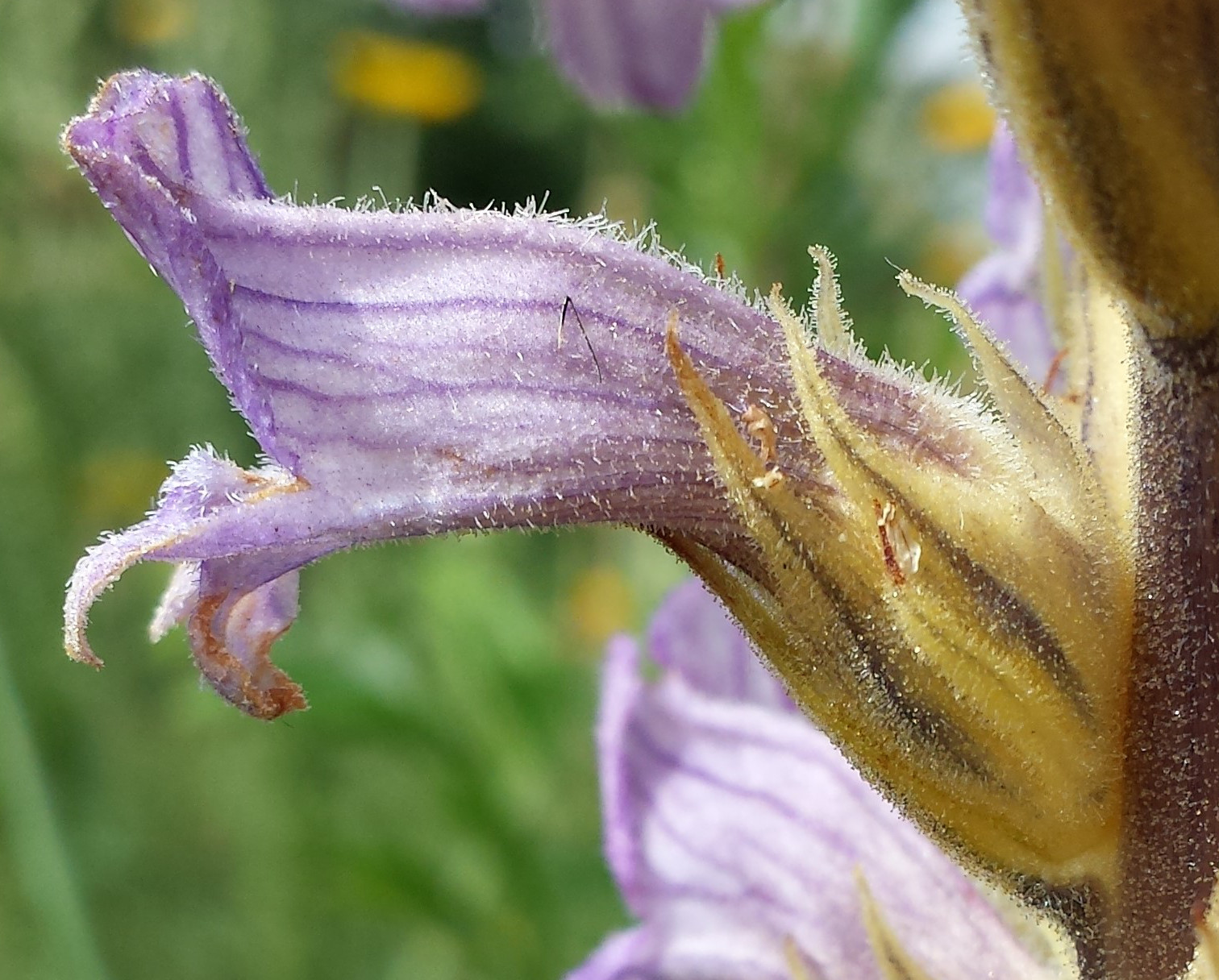
Blüte

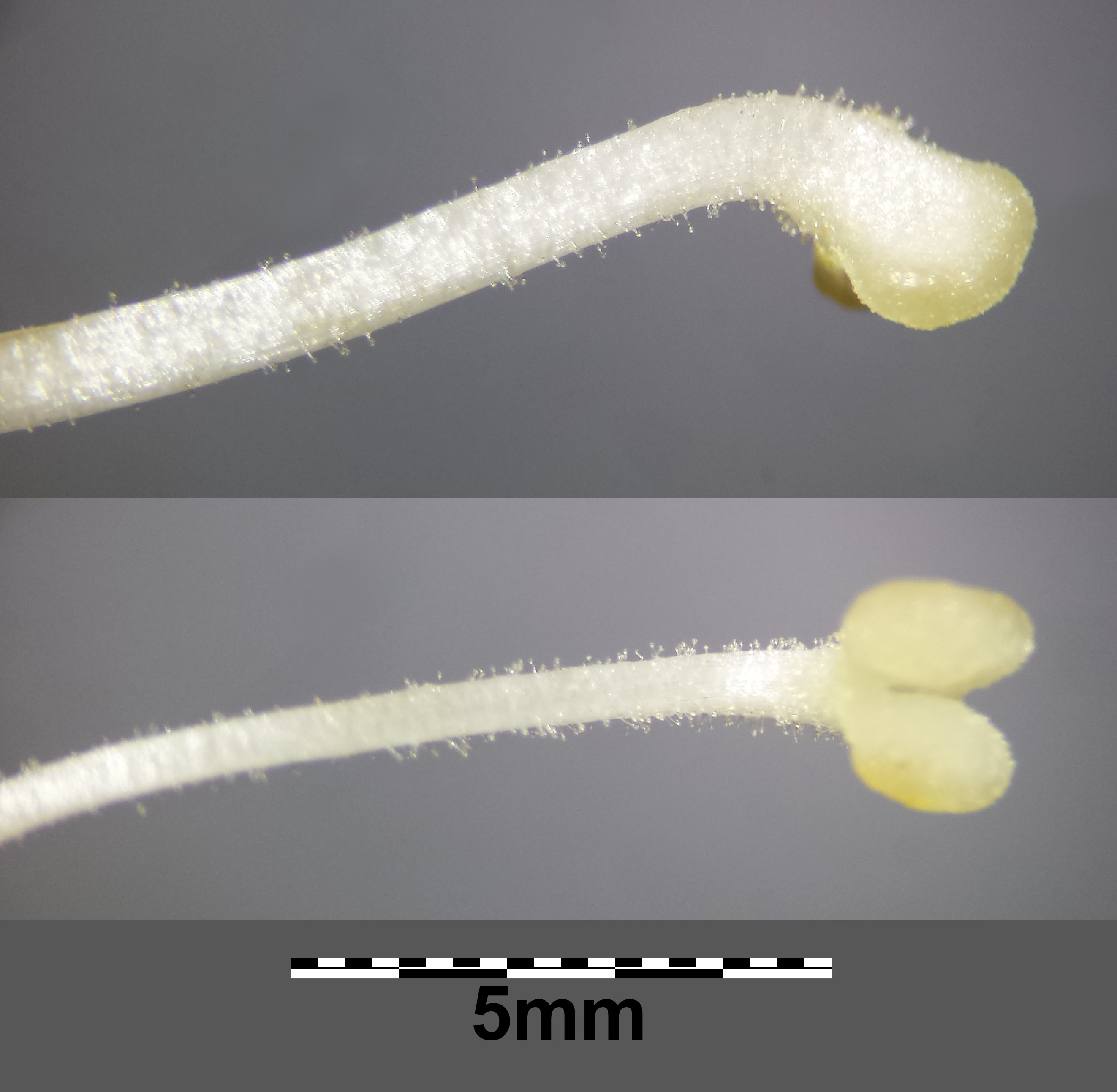
Drüsenhaariger Griffel mit Narbe

## Beschreibung
Die Violette Sommerwurz ist eine 15 bis 60 cm hoch werdende, parasitäre Pflanze. Sie parasitiert auf Schafgarben-Arten (Achillea) sowie seltener auf Beifuß (Artemisia vulgaris) und der Stängellosen Kratzdistel (Cirsium acaule). Der Stängel ist an der Spitze meist violett überlaufen, reichlich mehlstaubig-drüsig besetzt. Es werden meist mehr als 15 blauviolette Schuppenblätter ausgebildet.
Die Blüten stehen im spitzen Winkel von der Blütenstandsachse ab. Die Krone hat eine Länge von 18 bis 30 mm, ist an der Basis gelblich-weiß, zum Kronsaum hin lila gefärbt und mit rötlicher Aderung versehen. Die Staubbeutel sind 1,4 bis 1,5 mm lang. Die Narbe ist weiß oder bläulich gefärbt.
Die Chromosomenzahl beträgt 2n = 24.

## Vorkommen
Die Art ist in Europa, Asien und Nordafrika verbreitet. Ihr Verbreitungsgebiet umfasst Marokko, Algerien, die Kanarischen Inseln, Südeuropa, Osteuropa, Mitteleuropa und reicht in Nordeuropa bis Schweden, Dänemark und Estland, außerdem Westasien, den Kaukasusraum und Pakistan.
Sie wächst auf trockenen Wiesen und Xerothermrasen. Ebenso ist sie an ruderal beeinflussten Wegesrändern zu finden. Sie bevorzugt mäßig trockene, basenreiche und nährstoffarme Böden und Höhenlagen bis 800 m. Sie kommt in Mitteleuropa in Gesellschaften der Verbände Mesobromion, Convolvulo-Agropyrion oder Arrhenatherion vor.
In Österreich tritt der Violett-Blauwürger im pannonischen Gebiet selten und sonst – in den inneralpinen Trockenrasen – sehr selten auf. Die Vorkommen beschränken sich auf die Bundesländer Wien, Niederösterreich, Burgenland, Steiermark, Kärnten, Salzburg und Tirol (unsicher). In Oberösterreich ist die Art ausgestorben, falls sie dort überhaupt jemals vorhanden war. Die Spezies gilt in Österreich als stark gefährdet.

## Ökologie
Die Art ist ein Schmarotzer meist auf der Gewöhnlichen Schafgarbe (Achillea millefolium) und der Edlen Schafgarbe (Achillea nobilis), seltener schmarotzt sie auf Artemisia- oder Cirsium-Arten.

## Systematik
Manche Autoren unterscheiden die folgenden Unterarten bzw. Varietäten oder Arten:
- Phelipanche purpurea subsp. purpurea
- Phelipanche purpurea subsp. bohemica (Čelak.) Zázvorka (Syn.: Orobanche bohemica Čelak.; Phelipanche bohemica (Čelak.) Holub & Zázvorka; Orobanche purpurea var. bohemica (Čelak.) Beck): Der Stängel ist oberwärts reichlich mit Schuppen versehen und der Blütenstand ist dicht mit mehr als zwei Blüten pro Zentimeter Blütenstandslänge. Die Sippe schmarotzt auf dem Feld-Beifuß (Artemisia campestris). In Österreich kommt sie in Nordtirol und in Niederösterreich vor, in Italien in Südtirol.[1]